# Gino Negri
Gino Negri (Perledo, 25 mai 1919 – Montevecchia, 19 juillet 1991) est un compositeur et écrivain sur la musique italien.

## Biographie
Gino Negri a étudié au Conservatoire de Milan, le piano avec E. Calace et la composition avec Giulio Cesare Paribeni et Renzo Bossi et obtient un diplôme en 1941. Outre son activité de compositeur, il exerce la critique musicale pour le magazine Panorama, pendant quelques années et enseigne à la Nouvelle académie de Milan, ainsi qu'à l'école du Piccolo Teatro de Milan. Il a également été acteur et présentateur pour la télévision, avec le Spazio musicale (Espace musical) et Invito alla Musica (L'Invitation à la Musique) pour la Rai. Il a traduit en vers et édité différents livrets de théâtre musical, notamment L'Opéra de quat'sous de Kurt Weill et Die Fledermaus de Johann Strauss. Il travaille beaucoup tout au long de sa vie dans le domaine de la musique de scène, par l'écriture d'innombrables commentaires sur l'interprétation des principales compagnies d'opéra italiennes et comme collaborateur des plus importants régisseurs. En 1967, il remporte le prix Italie avec l'opéra radiophonique, Giovanni Sebastiano (Jean-Sébastien).
Il est également l'auteur de chansons, dont l'une, Una goccia di cielo, chantée par Nadia Liani et Jolanda Rossin, a participé en 1961 au Festival de Sanremo.
Frappé par un AVC dans la seconde moitié des années quatre-vingt, il ralentit son l'activité musicale au bénéfice de ses entreprises littéraires. À sa mort le 19 juillet 1991, il laisse de nombreux écrits autour de la musique.

## Musique
Le style de Gino Negri, presque toujours caractérisé par l'utilisation de petits ensembles instrumentaux et avec une présence constante du chant, de temps à autre créé « sur mesure » selon la nature et les capacités des artistes interprètes ou exécutants – souvent acteurs de théâtre plus que chanteurs. Son style est affecté par de nombreuses influences de la musique du XXe siècle, tout en conservant toujours une forte personnalité. Sans aucune hésitation, il insère des citations dans sa musique et des éléments souvent moqueurs, évoquant les auteurs célèbres du passé. Ou encore, il utilise, tout à la fois, les caractéristiques stylistiques dérivées de formes musicales soi-disant « faible » (comme la chanson des années soixante). Sa musique parvient cependant à maintenir un d'esprit de noblesse de ton, sans jamais tomber dans l'intellectualisme, ni l'absence de profondeur formelle. En passant de la mordante ironie à la subtile mélancolie, le style de Gino Negri démontre, par-dessus tout, un composant d'amusement détaché.

## Principales œuvres

### Opéras
- Divertimenti di Palazzeschi (Milan, 1948)
- Vieni qui, Carla (Milan, 1956)
- Il tè delle tre (Côme, 1958)
- Giorno di nozze (Milan, 1959)
- Il circo Max (La Fenice de Venise sous la direction de Nino Sanzogno, avec Florindo Andreolli, Renato Capecchi, Paola Borboni, Laura Efrikian, Nino Castelnuovo et Giancarlo Cobelli, 1959)
- Costretto dagli eventi (Milan, 1963)
- Giovanni Sebastiano opéra radiophonique (1967)
- La fine del mondo opéra pour la télévision (1970)
- Pubblicità, ninfa gentile (Milan, 1970)
- Tarantella di Pulcinella (Milan, 1974)
- Diario dell'assassinata (Piccola Scala di Milan, 1978) con Milva diretta da Donato Renzetti
- Abbasso Carmelo Bene (Milan, 1982)
- Storie d'Italia (Asti, 1982)
- Falsariga, ovvero Agguato a Vivaldi (Milan, 1985)

### Ballets
- L'ami de la grand-mère de l'Espoir (1969)
- Modì, (Macerata, 1976)

### Musique vocale
- Spoon River anthology pour solistes, chœur et orchestre (1946)
- Une Masse, cependant, pour soprano, baryton, comédien , et orchestre (1968)
- De sang, votre dans mes veines, 20 motets de Eugenio Montale, pour solistes, chœur et orchestre à cordes (1977)

### Musique instrumentale
- Cinq couleurs pour voix, flûte et alto (1945)
- Cinq inventions pour cordes (1946)
- Deux fugues pour piano (1946)
- Journal intime et de dévouement pour piano (1952)

### Écrits
- Guida alla musica vivente (Milan, 1974) (OCLC 1950644)
- Casa sonora (Pordenone, 1978) (OCLC 21599741)
- La Scala si è rotta (Milan, 1984) (OCLC 12841961)
- Gino Negri et Manola C. Steachi, L'Opéra italien : histoire, traditions, répertoire, Paris, Flammarion, 1987, 221 p. (ISBN 2-08-012059-X, OCLC 319758592, BNF 43175344)

## Filmographie
- 1962 : I Giacobini d'Edmo Fenoglio (it)